# Bacilos (banda)
Bacilos es una banda estadounidense de pop latino. Se formó en el año 1997, en Miami, Florida, Estados Unidos, por el colombiano Jorge Villamizar, el puertorriqueño José Javier «JJ» Freire y el brasileño André Lopes. Su música es de género pop, en sus variantes latina, folk y rock, y fusión latinoamericana.

## Historia
A principios de 1997, cuando José Javier Freire (apodado JJ) y Jorge Villamizar estudiaban en la Universidad de Miami, decidieron formar un grupo de rock alternativo. Jorge era el vocalista y guitarrista de aquella incipiente agrupación, mientras que JJ era el baterista y percusionista; los acompañaban, además, algunos compañeros estadounidenses. Empezaron trabajando en bares de la región. En ese entonces, Jorge desarrollaba sus cualidades como cantautor, gracias a su experiencia en Londres con el grupo Robin Jones & King Salsa.[cita requerida]
Más tarde, en la universidad, conocieron a Andrés Lopes, que ya había tocado con una banda brasileña de samba y bossa nova y a quien invitaron a sumarse y a formar juntos una agrupación nueva, a la que decidieron llamar Bacilos Búlgaros. Más tarde, lo simplificarían a Bacilos, y quedaron: como líder, vocalista y compositor de las canciones, Jorge; JJ, como percusionista y baterista, y Andre, en el bajo.[cita requerida]
Rápidamente, Bacilos encontró la fama tocando en diversos lugares de Florida, y se ganó la simpatía de numerosos seguidores. Esto llamó la atención de varios ejecutivos de la industria musical, quienes les ofrecieron su primer contrato con una disquera venezolana.[cita requerida]

## Carrera musical

### Primeros años
Su primer contrato discográfico no fue tan beneficioso, y se vieron obligados a estar fuera de los escenarios cerca de cuatro años. Durante ese tiempo, el grupo se separó, pues Jorge tuvo que retornar a su país por el vencimiento de la visa que le permitía estar en los Estados Unidos. Regresó a Miami en 1999 para reunir nuevamente al grupo y grabar su primera producción discográfica independiente, llamada Madera, que vendió 1000 copias en unas semanas. Gracias a ella, a Bacilos le ofrecieron un contrato discográfico con WEA International en el 2000.
En el 2000, lanzaron el álbum Bacilos. Fue una reedición de Madera, esta vez bajo el sello WEA International. Su primer sencillo, «Olor a tabaco y chanel», fue una inspiración del tema original escrito por Gina Jacome, de nombre "Chamaco y Papel". La banda presentó este disco siendo teloneros en la gira de Alejandro Sanz El alma al aire.
En el 2002 lanzaron su segundo disco, Caraluna. De aquí se desprenden el éxito homónimo «Caraluna» y «Mi primer millón».
En el 2003, Sólo Un Segundo, Lo Mejor de Bacilos, el primer álbum recopilatorio de sus temas, incluyó 12 canciones, 4 de ellas pertenecientes a su primer álbum y las 8 restantes al disco Caraluna.
Después de lanzar su último disco, Bacilos publicó su tercer álbum con el nombre de Sin vergüenza, lanzado en el 2004 con 12 canciones. Una de ellas, «Un regalo», la interpreta José Javier Freire.[cita requerida]
En el 2006, lanzaron la última producción de la banda junto a Warner Music, Grandes Éxitos. Recopila canciones de los tres álbumes anteriores, además de dos canciones inéditas.

### Separación de la banda
En el 2006, realizaron su última gira, titulada Contigo se va, por América y el continente europeo. Su último concierto en conjunto fue el 22 de febrero de 2007, en el marco del XLVIII Festival Internacional de la Canción de Viña del Mar en Viña del Mar, Chile; en el que recibieron las antorchas de plata y de oro.
Tras la separación del grupo, su líder Jorge Villamizar inició su carrera como solista, hasta su reencuentro, en el 2017.

### Regreso y¿Dónde nos quedamos?
Tras 10 años de separación, el 1 de marzo de 2017, la agrupación anunció nuevo trabajo discográfico junto a Sony Music Latin y una gira por Latinoamérica, lanzando además el videoclip de su tema «Por hacerme el bueno» y el sencillo, del mismo nombre.
El 7 de junio del 2018, publicaron un nuevo sencillo, llamado «Adicto a ti». En agosto del 2018, se lanzó su álbum de regreso ¿Dónde nos quedamos?
En el 2019, regresaron con una nueva gira musical por México, Estados Unidos, Colombia, Argentina y Perú.

### 2019:Cupido y Compañía
En 2019, presentaron su primer sencillo del año, llamado «Carta a Cupido», que cuenta con la participación de Alejandro González. Posteriormente, a mediados de 2020, lanzaron su primer EP, titulado Cupido y Compañía.
En febrero de 2025, a 18 años de su última participación en el evento, Bacilos regresa a Chile con una exitosa presentación en el Festival Internacional de la Canción de Viña del Mar, en donde fueron reconocidos por el público asistente con los galardones de Gaviota de Plata y Gaviota de Oro.

## Miembros
- Guitarra, voz y teclado: Jorge Villamizar (1997-presente)
- Bajo y coros: André Lopes (1997-presente)
- Batería y coros: José Javier "JJ" Freire (1997-2021).

## Discografía

### Álbumes de estudio
- 2000: Bacilos
- 2002: Caraluna
- 2004: Sin vergüenza
- 2018: ¿Dónde nos quedamos?
- 2021: Abecedario
- 2024: Pequeños romances

### Álbumes recopilatorios
- 2003: Sólo un segundo, lo mejor de Bacilos
- 2006: Grandes éxitos

### EP
- 2020: Cupido y compañía
- 2022: Toca madera[13]